# 2015~2016년 지카바이러스 유행
지카바이러스 유행은 한정된 지역의 유행이었던 지카바이러스가 2015년 4월 경부터 브라질을 중심으로 중남미에 유행하게 된 사태이다. 감염의 매개체는 열대 지방에 있는 이집트숲모기이다.
2016년 2월 2일, WHO는 국제 공중보건 비상사태를 선언했다.

## 개요
지카바이러스로 인한 사망자는 2016년 1월 말까지 없었다. 임산부가 감염되면 뇌와 머리의 미발달과 함께 선천적 결손증인 소두증의 아이가 태어날 가능성이 강하게 의심된다. 브라질에서는 2015년 9월부터 2016년 1월 신생아 중소 수두증 자녀가 4,180명 태어나고 신생아 68명이 사망했다고 한다. 발병률이 20%임을 발병하지 않은 채 소두증의 아이가 태어날 수 있는 것, 백신이 없는 점 등으로 새로운 유행과 피해의 확대가 예상되고 있다.
콜롬비아, 자메이카, 엘살바도르, 브라질에서는 임신을 6개월에서 1년 정도 연장 할 수 있도록 권고하고 있다.
2016년 1월 WHO와 미주보건기구는 성명을 발표하여 중남미 23개국에서 유행이 예상되며, 400만명 이상이 감염, 특히 브라질에는 150만명이 감염할 수 있다는 성명을 발표했다.
미국에서는 2016년 1월말 30명 이상, 캐나다에서 4명의 감염자가 확인되고 있다. 모두 유행 지역에서 감염된 것으로 보고되고 있다.
2016년 2월 1일, WHO는 긴급 회의를 열고 지카바이러스 유행에 해당한다고 판단했다.